# Рішабханата
Рішабханатхі (також Ṛṣabhadeva IAST Rishabhadeva або Ṛṣabha IAST є першим Tirthankara (брід мейкер) з джайнізму .   Він був першим з двадцяти чотирьох викладачів за теперішній пів циклу космології Джайна, і називався «виробником броду», тому що його вчення допомагало одному через море непереборних відроджень і смертей (saṃsāra) . Джаїнські легенди зображують його як такого, що жив мільйони років тому.   Він також відомий як Ādinātha, що перекладається як «Перший (Аді) Господь (ната)», , а також Адішвара (перша ішвара), Югадідева (дева Юги), Пратмарараджа (перший цар), і Набхея (син Набхі).   Поряд з Махавіра, Паршванатхамі і Немінатх, Рішабханатхі є одним з чотирьох тіртханкари, які привертають найбільшу віддане поклоніння серед джайнов. 
Згідно з традиційними розповідями Джайна, він народився у царя Набхі та королеви Марудеві в північноіндійському місті Айодхіа, який також називали Вініта.  У нього були дві дружини, Сунанда і Сумангала. Сумангала описується як мати його дев'яносто дев'яти синів (включаючи Бхарата) та одну дочку, Брахмі. Сунанда зображена як мати Бахубалі та Сундарі. Раптова смерть Ніланджани, одного з танцюристів Індри, нагадала йому про скороминучий характер у світі, і він розвинув бажання відречення.
Після своєї відмови від Джаїнових легенд Рішабханатта цілий рік бродив без їжі. День, коли він отримав свою першу ахару (їжу), Джайнс відзначається як Акшая Тритія. Він досяг Мокші на горі Астхапада (Кайлаш). Текст Аді Пурана Джинасена — це розповідь про події його життя. Його іконографія включає колосальні статуї, такі як Статуя Ахімса, Бавангаджа та споруджені на гопачальському пагорбі. Його ікони включають однойменний бик як його емблему, дерево Нягродха, Гомуха (бик), Якша і Чакрешвари Якші.